# Love Is the Thing (Nat King Cole)
Love Is the Thing è un album in studio del musicista statunitense Nat King Cole, pubblicato nel 1957.

## Tracce
1. When I Fall in Love (Edward Heyman, Victor Young) – 3:10
2. Stardust (Hoagy Carmichael, Mitchell Parish) – 3:15
3. Stay as Sweet as You Are (Mack Gordon, Harry Revel) – 2:59
4. Where Can I Go Without You? (Peggy Lee, Young) – 2:57
5. Maybe It's Because I Love You Too Much (Irving Berlin) – 2:50
6. Love Letters (Heyman, Young) – 2:46
7. Ain't Misbehavin' (Harry Brooks, Andy Razaf, Fats Waller) – 3:17
8. I Thought About Marie (Gordon Jenkins) – 3:06
9. At Last (Gordon, Harry Warren) – 3:00
10. It's All in the Game (Charles G. Dawes, Carl Sigman) – 3:07
11. When Sunny Gets Blue (Marvin Fisher, Jack Segal) – 2:46
12. Love Is the Thing (Ned Washington, Young) – 3:01

Tracce bonus
1. Someone to Tell It To (Sammy Cahn, Dolores Fuller, Jimmy Van Heusen) – 3:17
2. The End of a Love Affair (Edward Redding) – 3:11
3. If Love Ain't There (Johnny Burke) – 3:01